# هتل

نماد هتل

مهمانخانه یا هُتِل (به انگلیسی: hotel) نوعی مکان مسکونی اجاره‌ای است که معمولاً برای مدت کوتاه به افراد اجاره داده می‌شود. هتل‌ها از امکانات اقامتی و گردشگری شهرها به حساب می‌آیند و بیشتر مورد استفادهٔ مسافران و گردشگران قرار می‌گیرند. هتل‌ها دارای تعداد زیادی اتاق هستند که گاه به چند صد اتاق می‌رسد. علاوه بر اتاق‌ها و سوئیت‌های اقامتی، هتل‌ها دارای امکانات جنبی گوناگونی هستند. رستوران، استخر شنا، کافی شاپ و سالن اجتماعات نمونه‌هایی از امکانات هتل‌ها هستند.
معمولاً مشتریان هتل در اتاق‌ها و سوئیت‌هایی که دارای تخت خواب، توالت و حمام مجزا هستند ساکن می‌شوند. اتاق‌های یک تخته و دوتخته مشتریان بیشتری دارند.
معروف‌ترین معیار برای درجه‌بندی کیفیت هتل‌ها معیار ستاره است که البته در بعضی از کشورها مانند آمریکا از لغت و نماد الماس به‌جای ستاره استفاده می‌شود.
از هتل یک‌ستاره (کم‌ترین کیفیت) تا هتل پنج‌ستاره (بیشترین کیفیت) وجود دارد.
در دنیا هتل ۷ ستاره به‌صورت استاندارد وجود خارجی ندارد، فقط در بازاریابی به هتل‌هایی که از هتل‌های ۵ ستاره در محدوده خود بسیار متفاوت‌تر و لوکس‌تر باشند به اصطلاح هتل ۷ ستاره گویند. در حقیقت هتل ۷ ستاره یعنی همان هتل ۵ ستاره با امکانات بسیار لوکس‌تر.

### درجه‌بندی هتل
در هر کشوری هتل‌ها طبق استاندارد همان کشور درجه‌بندی می‌شوند و در ایران نیز این سیستم اجرا می‌گردد. در سال ۱۳۸۹ روال جدیدی برای درجه‌بندی هتل‌ها اجرا گردید که تا به امروز ادامه دارد. بدین صورت که هر هتلی توسط یک تیم متخصص ارزیابی از ۳ منظر مورد درجه‌بندی و امتیاز دهی قرار می‌گیرد و امتیاز نهایی ستاره هتل را مشخص می‌نماید. این ۳ محور شامل استانداردهای ۱. ساختمانی، ۲. بهداشتی و ۳. تجهیزات و منابع انسانی می‌شوند. این سیستم اولین بار توسط سرارزیاب الهیاری تدوین و اجرایی شد.

### سطح درجه‌بندی استاندارد در پنج سطح
هتل‌های یک ستاره:

باید حداقل دارای هشت اتاق خواب بوده و ۷۵ درصد اتاق‌ها نیز از تسهیلات خصوصی یا حمام برخوردار باشند.
همچنین در این هتل‌ها باید محلی متناسب با ظرفیت هتل برای سرو غذا طراحی شده باشد.
این نوع هتل‌ها باید از سیستم گرمایش و سرمایش مناسبی نیز برخوردار باشند.

هتل‌های دو ستاره:

باید از تعداد بیست اتاق خواب با امکاناتی بیشتر از هتل‌های یک ستاره برخوردار باشد.
این هتل‌ها باید دارای دکور و تجهیزاتی بهتر از هتل‌های یک ستاره بوده و مجموعه‌ای از تسهیلات و خدمات متناسب با مساحت فضای خود را برای میهمانان فراهم آورند.

هتل‌های سه ستاره: 

باید دارای مساحتی بالا با حداقل تعداد سی اتاق خواب کاملا مجهز با کیفیت بالا باشند.
در این هتل‌ها لازم است دسترسی به امکانات داخلی هتل بیشتر بوده و سطح استاندارد هتل استاندارد هتل به معنای ساخت هتل با ارائه خدمات و امکانات نوین هتلداری با توجه به ضوابط بین‌المللی با هدف کسب رضایت مسافران و میهمانان می‌باشد که بر اساس محورهای اصلی ارائه خدمات و تجهیزات باکیفیت و مطلوب در راستای سرویس‌دهی به افراد مشخص خواهد شد.
هتل‌های چهار ستاره:

باید دارای امکانات تفریحی، رفاهی و ورزشی مناسبی باشد و فضای مخصوصی برای ارائه سرویس‌های غذایی داشته باشد.
این هتل‌ها باید از فضای سبز اختصاصی، محل ورود لوکس، خدمات رستوران مخصوص، دکوراسیون عالی و… برخوردار باشند.

هتل‌های پنج ستاره:

از بالاترین سطح خدمات و تجهیزات لوکس و بزرگی برخوردار هستند.
این نوع هتل‌ها باید تسهیلات و خدمات بیشتری نسبت به سایر هتل‌ها به میهمانان خود اختصاص دهند.
استاندارد در نظر گرفته شده برای این هتل‌ها باید همواره به صورت ثابت نگه داشته شوند.
طراحی و معماری این هتل‌ها بسیار خاص بوده و فضای بیرونی آن نیز بسیار وسیع و مجهز به انواع امکانات تفریحی، رفاهی و… می‌باشد.

## واژه‌شناسی
هتل hotel از واژه فرانسوی hôtel گرفته شده‌است که خود برگرفته از hôte به معنای میزبان است. hôtel در فرانسه اشاره به ساختمانی می‌کند که بازدیدکننده زیادی داشته باشد. اما با ورود این واژه به زبان انگلیسی و سپس گسترش آن به سایر زبان‌ها، معنای کاربردی هتل دگرگون شده و امروزه به نوع خاصی از مکان‌های اقامتی برای مسافران گفته می‌شود.

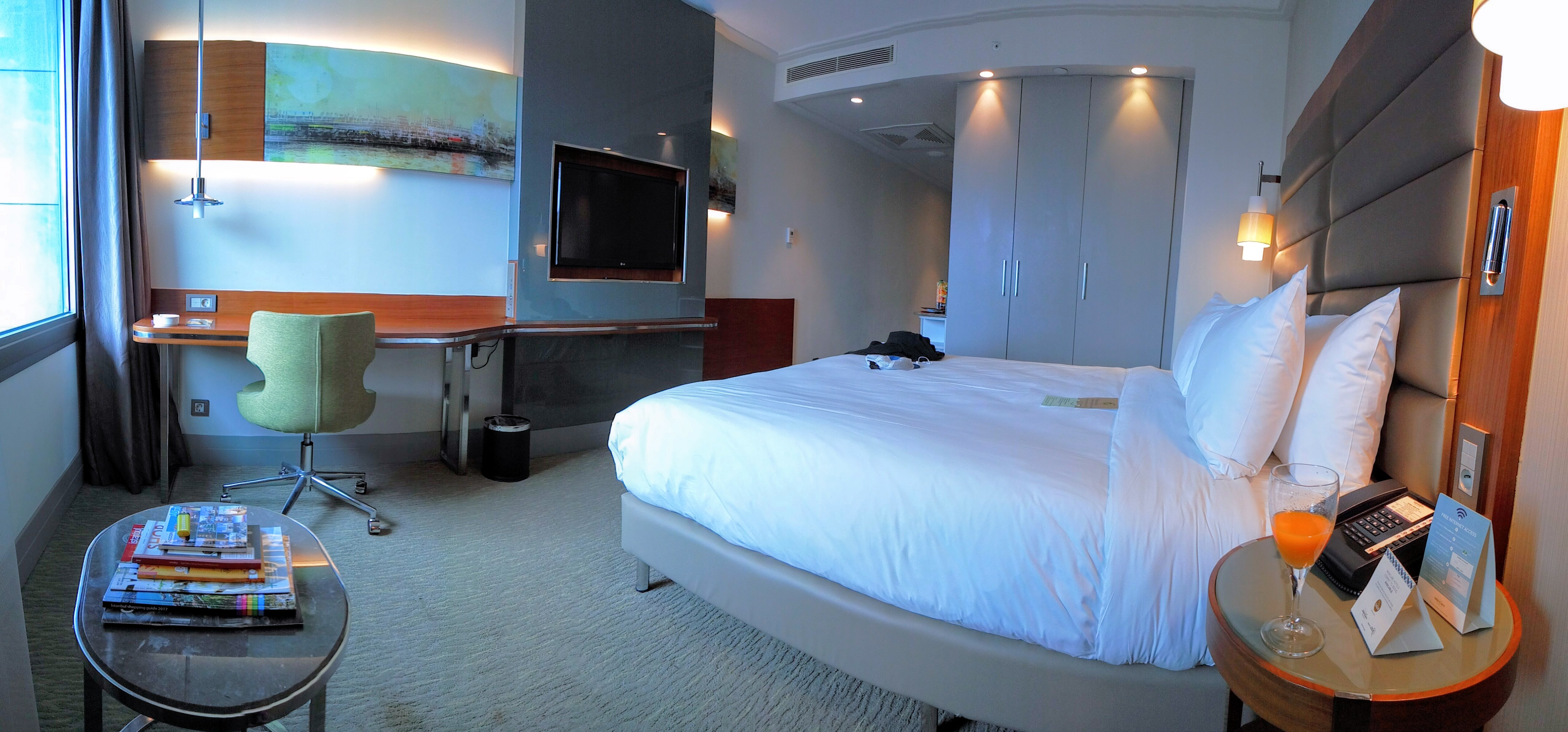

## پیشینه در ایران
آثار به دست آمده در تپه‌های باستانی و دیگر جاهای فلات ایران حاکی از آن است، که رفت‌وآمد از دیرباز میان اقوام پیش از تاریخ وجود داشته و بر اثر همین تعامل و رفت‌وآمدها، خصوصیات فرهنگ‌ها از یک تمدن به تمدن دیگر منتقل می‌شده در دوران حکومت عیلامیان، تأسیساتی برای استراحت و رفاه حال آنان وجود داشته که بعدها بر اثر حملات آشوریان از بین رفته. 
در بررسی‌های دقیق و مستندی که از دوره مادها به عمل آمده بناها و تأسیسات عام‌المنفعه برای مسافران وجود نداشته؛ اما در زمان حکومت هخامنشیان و به‌قدرت رسیدن شاه کوروش بزرگ، از جمله اقدامات او، ساختن جاده‌هایی ارتباطی که باقی‌مانده از زمان مادها بود را گسترش داد، ساخت و ساز علی‌الخصوص تأسیسات عام‌المنفعه که به نوعی با مسافر در ارتباط بود همانند آب انبار، کاروانسرا، میل راهنما و… رایج گردید.
هرودت تاریخ‌نویس یونانی در این باره می‌گوید: داریوش کبیر برای رفاه حال مسافران که از این مسیرها عبور می‌کردند ایستگاه‌هایی که باید آن را هسته اولیه واحدهای اقامتی بحساب بیاوریم تأسیس کرد به‌طوری‌که در ۵ کیلومتر ۲ کاروانسرا ایجاد کرد در این کاروانسراها چاپارهای هخامنشی حضور داشتند تا نامه‌های دیوانی و دولتی را سریع به مقصد برساند.
از جمله اقدامات دولت سلوکیان نیز می‌توان به گسترش راه‌ها، جاده‌ها و تأسیس بناهایی همچون کاروانسرا اشاره کرد. امپراطوری اشکانیان نیز در کنار مسیر جاده ابریشم که از اهمیت بسیار بالایی برخوردار بود منزل‌گاه‌ها و کاروانسراهایی بنا کردند.
در زمان ساسانیان نیز به ویژه در کنار مسیرهای تجاری تأسیسات عام‌المنفعه برای رفاه بیشتر مسافرها ایجاد گردید که کاروانسرای جنوب فیروزآباد فارس و کاروانسرای دروازه گچ اشاره کرد.

## هتلداری
هتلداری به معنی میزبانی (Hospitality=مهمان‌پذیری) هتل است. هتلداری به عنوان یک رشته تحصیلی در دانشگاه‌ها آموزش داده می‌شود. کشورهای صاحب نام در صنعت گردشگری، استانداردهایی را برای هتل‌ها و مهمانپذیرها تعیین کرده‌اند و آن‌ها را به تصویب مراجع ذی‌صلاح رسانده‌اند. پذیرش این استانداردها در جهان در حال گسترش است.

### رشته هتلداری
هتلداری یک رشته دانشگاهی در موضوع گردشگری است. این رشته در ایران و در دانشگاه‌های قشم، فردوسی مشهد، شیخ بهایی اصفهان و مازیار تدریس می شود. دروس پایه این رشته تحصیلی اصول سازمان و مدیریت، تاریخ ایران، اصول حسابداری، شناخت و کاربرد کامپیوتر، مبانی جامعه‌شناسی، مبانی کشورشناسی، کلیات اقتصاد، روانشناسی اجتماعی، عوارض و نتایج توریسم، شناخت و فرهنگ اقلیت های ایران است. 
این رشته تحصیلی با شغل‌های مختلف در هتل‌ها و مهمانخانه‌ها در ارتباط است. این رشته در خارج از ایران هم موقعیت‌های شغلی خوبی دارد.